# 俚人
俚人，中国南方古代民族，是发源于广东西南境内古越人的一支骆越分支，东汉改称“里人”。

## 歷史
俚人最早见于范晔《后汉书》卷八十六·南蠻西南夷列傳第七十六记载：
“建武十二年(公元36年)，九真徼外蛮里张游，率种人慕化内附，封为归汉里君。（唐朝章怀太子李贤注曰：“里，蛮之别号，今呼为俚人”。）明年，南越徼外蠻夷獻白雉、白菟。至十六年，交址女子征側及其妹征貳反，攻郡。”
“征側者，麊泠縣雒將之女也。嫁為朱佞人詩索妻，甚雄勇。交址太守蘇定以法繩之，側忿，故反。於是九真、日南、合浦蠻裡皆應之，凡略六十五城，自立為王。交址刺史及諸太守僅得自守。光武乃詔長沙、合浦、交址具車船，修道橋，通障溪，儲糧谷。十八年，遣伏波將軍馬援、樓船將軍段志，發長沙、桂陽、零陵、蒼梧兵萬餘人討之。明年夏四月，援破交址，斬征側、征貳等，餘皆降散。進擊九真賊都陽等，破降之。徙其渠帥三百餘口於零陵。於是領表悉平。”
俚人是东汉至五代时分布在今广西壮族自治区东南部、广东省西南部和北部，以及湖南省零陵、武夷地区的一个古代民族，属南越族後裔的分支之一。《南州异物志》称：“广州南有贼曰俚。此贼在广州之南，苍梧、郁林、合浦、宁浦(今广西横县)、高梁(今广东阳江等地)五郡皆有之，地方数千里”。
至唐代，“黎”开始替代“俚”，到宋代“俚”的族称完全被“黎”取代。顾炎武在《天下郡国利病书》引《南裔异物志》指出： “俚在广州之南，俗呼俚为黎”，同时提出在唐代史书中常见的“俚僚”，在宋代却写作“黎僚”，说明“俚”、“黎”概念的演变和传承，“黎”即是“俚”的直接继承名称，但是“黎”已经演变成特指以海南为活动中心的向南发展的俚人的一支了，也就是今日的黎族。留在粤西茂名一带的俚人多数已经融入汉族，成為汉族的一部分，而另一支留在廣西一带的俚人在融入僚人，成为壮族、布依族等民族的一部分。
1. ↑  《後漢書·卷八十六·南蠻西南夷列傳第七十六》